# Saint-Trivier-sur-Moignans
Pour les articles homonymes, voir Saint-Trivier et Moignans (homonymie).
Ne doit pas être confondu avec Saint-Trivier-de-Courtes.
Saint-Trivier-sur-Moignans – autrefois « Saint-Trivier-en-Dombes », son ancien nom – est une commune française, chef-lieu de canton de l'Ain, située à 32 km au sud-est de Mâcon.
Ses habitants s’appellent les Utingeois.

## Géographie
Saint-Trivier-sur-Moignans se situe dans la Dombes, une région naturelle du département de l'Ain.
La commune comprend 4 200 hectares de campagne au relief très peu contrasté, si ce n'est les quelques dénivellations dues aux moraines glaciaires, avec quelques zones boisées qui subsistent entre la ville et le hameau de Romanans et sur la périphérie.
Le Moignans, rivière affluent de la Chalaronne, a accolé son nom à celui du saint patron de la commune.

### Climat
Pour des articles plus généraux, voir Climat d'Auvergne-Rhône-Alpes et Climat de l'Ain.
En 2010, le climat de la commune est de type climat océanique dégradé des plaines du Centre et du Nord, selon une étude du CNRS s'appuyant sur une série de données couvrant la période 1971-2000. En 2020, Météo-France publie une typologie des climats de la France métropolitaine dans laquelle la commune est dans une zone de transition entre le climat semi-continental et le climat de montagne et est dans la région climatique Bourgogne, vallée de la Saône, caractérisée par un bon ensoleillement (1 900 h/an), un été chaud (18,5 °C), un air sec au printemps et en été et des vents faibles.
Pour la période 1971-2000, la température annuelle moyenne est de 11,6 °C, avec une amplitude thermique annuelle de 17,9 °C. Le cumul annuel moyen de précipitations est de 858 mm, avec 9,2 jours de précipitations en janvier et 7,4 jours en juillet. Pour la période 1991-2020, la température moyenne annuelle observée sur la station météorologique de Météo-France la plus proche, sur la commune de Baneins à 4 km à vol d'oiseau, est de 12,7 °C et le cumul annuel moyen de précipitations est de 880,2 mm,. Pour l'avenir, les paramètres climatiques de la commune estimés pour 2050 selon différents scénarios d'émission de gaz à effet de serre sont consultables sur un site dédié publié par Météo-France en novembre 2022.

## Urbanisme

### Typologie
Au 1er janvier 2024, Saint-Trivier-sur-Moignans est catégorisée bourg rural, selon la nouvelle grille communale de densité à 7 niveaux définie par l'Insee en 2022.
Elle est située hors unité urbaine. Par ailleurs la commune fait partie de l'aire d'attraction de Lyon, dont elle est une commune de la couronne,. Cette aire, qui regroupe 397 communes, est catégorisée dans les aires de 700 000 habitants ou plus (hors Paris),.

### Occupation des sols
L'occupation des sols de la commune, telle qu'elle ressort de la base de données européenne d’occupation biophysique des sols Corine Land Cover (CLC), est marquée par l'importance des territoires agricoles (87,6 % en 2018), une proportion sensiblement équivalente à celle de 1990 (86,9 %). La répartition détaillée en 2018 est la suivante : 
terres arables (65,2 %), prairies (10,9 %), forêts (9,3 %), zones agricoles hétérogènes (7,1 %), cultures permanentes (4,4 %), zones urbanisées (2,1 %), eaux continentales (1 %).
L'évolution de l’occupation des sols de la commune et de ses infrastructures peut être observée sur les différentes représentations cartographiques du territoire : la carte de Cassini (XVIIIe siècle), la carte d'état-major (1820-1866) et les cartes ou photos aériennes de l'IGN pour la période actuelle (1950 à aujourd'hui).

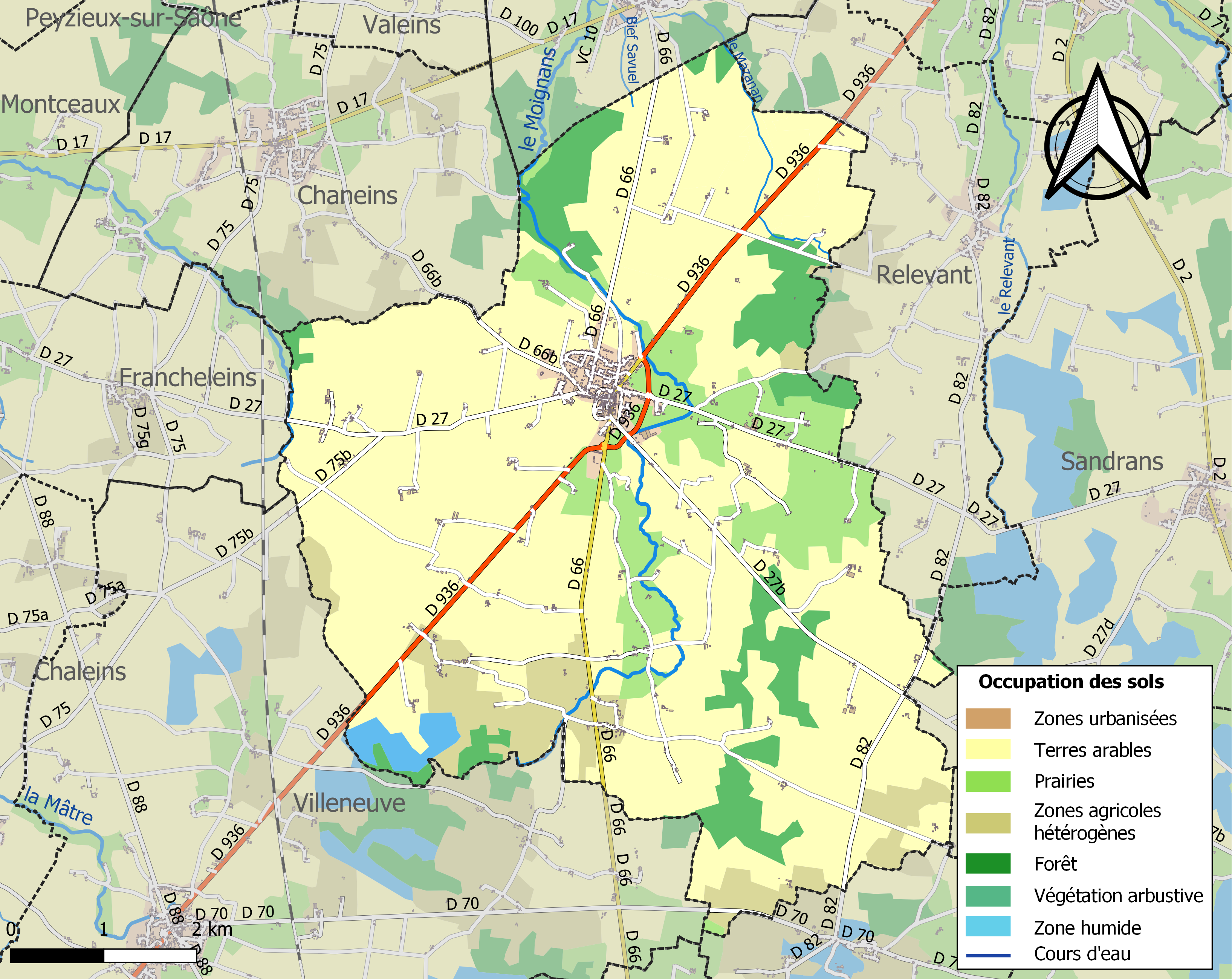
Carte des infrastructures et de l'occupation des sols de la commune en 2018 (CLC).

## Histoire
Vers 1050, Eustache, comte de Forez, l'inféode à Guichard II de Beaujeu.
Saint-Trivier constitue au XIIe siècle un fief symbolique des sires de Beaujeu qui s'orientent davantage dans leurs projets d'expansion vers le Forez (l'actuel département de la Loire).
Il faut attendre le traité de paix du 8 avril 1222 entre Humbert V de Beaujeu et Guy II ou Guigues II, comte de Forez, pour que la politique des sires de Beaujeu s'oriente vers l'est et donc au-delà de la Saône.
La seigneurie de Saint-Trivier, officiellement bien vassal des Forez, reste fidèle dans les faits à Humbert V de Beaujeu. Saint-Trivier prend alors un intérêt nouveau pour les barons du Beaujolais qui s'appuient sur cette assise territoriale pour s'emparer ou acquérir par achat ou paréage un chapelet de localités en Dombes : Villars-les-Dombes (1227), Chaneins (1234), Riotiers ou Riottier (1234), etc..
Vers 1260, Guichard V, baron de Beaujeu, demande à son vassal, Gui de Chabeu, seigneur de Saint-Trivier, de bâtir un château sur un promontoire de la rive gauche de la Saône. Ce château, finalement bâti vers 1290, donnera son nom à la commune de Beauregard.
La fidélité de la maison de Saint-Trivier aux barons de Beaujeu est ainsi une constante du Moyen Âge : pour preuve, le traité d'alliance avec les Saint-Trivier est renouvelé au début du règne d'Antoine de Beaujeu, le 29 juillet 1361, lorsque celui-ci est sous la curatelle de son oncle Guillaume d'Amplepuis. Le 2 janvier 1370, Jean de Saint-Trivier se rend à Thoissey pour prêter hommage à Antoine de Beaujeu. On le voit, cette alliance, qui est en fait un lien de vassalité, est une constante de plus d'un siècle. Elle permet aux Beaujeu de contenir les ambitions des seigneurs de Thoire et Villars, plus au sud, installés à Trévoux, et surtout celle grandissante des comtes de Savoie au XIVe siècle. Elle permet aux seigneurs de Saint-Trivier de se présenter comme un rouage stratégique important dans la Dombes. Pourtant, tout est remis en cause lors de la guerre seigneuriale qui voit s'affronter Édouard II de Beaujeu et le comte Amédée de Savoie entre 1378 et 1383. La défaite du baron de Beaujeu pousse Hugue de Saint-Trivier, « en tant que seigneur des Dombes, ainsi qu'il s'intitule lui-même fièrement dans l'acte d'hommage » à rendre l'hommage au comte de Savoie.
Le traité de paix définitif entre les deux parties, signé le 31 mai 1383, rétablit l'influence d’Édouard I de Beaujeu en Dombes mais en second rang. Si les seigneurs de Saint-Trivier doivent toujours l'hommage aux Beaujeu, ils sont désormais tenus par l'hommage lige aux comtes de Savoie. C'est ainsi que, progressivement, Saint-Trivier et une partie de la Dombes entrent dans l'influence de la Savoie tout en conservant des liens avec le Beaujolais.
Le 23 juin 1400, Édouard II, sire de Beaujeu, donne la seigneurie à Louis II, duc de Bourbon.

Le blason de la famille de Lugny.

Dans la première moitié du XVIe siècle, c'est Jean de Lugny, chevalier, « dernier héritier mâle de la maison de Lugny », seigneur de Lugny – et par ailleurs comte de Brancion, baron de Branges, de Blaignac, de Lessard et de Sagy –, qui est seigneur baron de Saint-Trivier.
Saint-Trivier-en-Dombes fut une des châtellenies de la principauté de Dombes. En 1777, c'est Jean-Antoine Chabalier, propriétaire de Saint-Olive et aïeul d'Antonin Poncet, qui en est receveur. Il sera nommé député de la châtellenie de Saint-Triviers la même année.
De 2005 à 2012, elle appartient à la communauté de communes ChanStriVal, avant sa fusion au sein de la communauté de communes Chalaronne Centre.

### Hameaux

#### Bereins
Ancienne paroisse (Berens, Bereyns) sous le vocable de saint Martin, puis de saint François, aujourd'hui supprimée est incorporée à Saint-Trivier-sur-Moignans.
Humbaud, archevêque de Lyon de 1118 à 1128, acquit la moitié de l'église de Bereins, c'est-à-dire des droits sur la paroisse. L'autre moitié appartenait alors, très probablement, à l'abbé de Saint-Claude, qui en reçut confirmation de l'empereur Frédéric, le 16 novembre 1184.
Les archevêques de Lyon avaient seuls le droit de collation à la cure. L'église, quoique relativement fort éloignée de celle de Saint-Georges-de-Renon et séparée d'elle par d'autres paroisses, lui était déjà unie dès le XIVe siècle. Benoît Duc, curé de ces deux églises, reçut de Jean d'Alençon, le 11 août 1365, l'autorisation de biscanter  les jours de fête.
Parmi les bienfaiteurs de l'église de Bereins, on peut citer Jean de Bulli, damoiseau, qui lui fit un legs en argent « monnoye de Saint-Trivier. »
Le revenu de la cure consistait dans le tiers des grosses dîmes et la totalité des petites et dans le produit d'un petit pré, d'une terre et d'un bois ; évalué en argent, il pouvait s'élever à 150 livres. Le reste des dîmes se partageait entre l’archevêque et le prieur de Neuville-les-Dames.

## Politique et administration
| Période                                  | Période      | Identité            | Étiquette | Qualité                                                                            |
| ---------------------------------------- | ------------ | ------------------- | --------- | ---------------------------------------------------------------------------------- |
| 1943                                     | février 1957 | Jules Lançon        |           | Médecin                                                                            |
| 1957                                     | 1977         | Georges Blanc       |           |                                                                                    |
| mars 1977                                | juin 1995    | Jean Vial           | UDF       | Vétérinaire Conseiller général du canton de Saint-Trivier-sur-Moignans (1976-2006) |
| juin 1995                                | mars 2001    | Andrée Bou Pisani   | DVD       |                                                                                    |
| mars 2001                                | 2014         | Madeleine Cornuault | DVD       |                                                                                    |
| 2014                                     | En cours     | Marcel Lanier       | SE-DVD    | Retraité                                                                           |
| Les données manquantes sont à compléter. |              |                     |           |                                                                                    |

### Tendances politiques et résultats
| Scrutin             | Scrutin             | 1er tour | 1er tour | 1er tour | 1er tour | 1er tour  | 1er tour | 1er tour | 1er tour    | 1er tour | 1er tour | 1er tour   | 1er tour | 2d tour | 2d tour | 2d tour | 2d tour | 2d tour | 2d tour |
| Scrutin             | Scrutin             | 1er      | 1er      | %        | 2e       | 2e        | %        | 3e       | 3e          | %        | 4e       | 4e         | %        | 1er     | 1er     | %       | 2e      | 2e      | %       |
| ------------------- | ------------------- | -------- | -------- | -------- | -------- | --------- | -------- | -------- | ----------- | -------- | -------- | ---------- | -------- | ------- | ------- | ------- | ------- | ------- | ------- |
| Présidentielle 2017 | Présidentielle 2017 |          | FN       | 35,95    |          | LR        | 22,24    |          | EM          | 16,97    |          | LFI        | 11,22    |         | FN      | 53,11   |         | EM      | 46,89   |
| Présidentielle 2022 | Présidentielle 2022 |          | RN       | 36,91    |          | LREM      | 24,35    |          | LFI         | 11,21    |          | REC        | 10,05    |         | RN      | 54,07   |         | LREM    | 45,93   |
| Législatives 2022   | 4e                  |          | RN       | 32,65    |          | LR        | 16,48    |          | LFI (NUPES) | 15,21    |          | LREM (ENS) | 12,20    |         | RN      | 70,85   |         | LFI     | 29,15   |
| Législatives 2024   | 4e                  |          | RN       | 55,56    |          | HOR (ENS) | 16,83    |          | EELV (NFP)  | 16,61    |          | LR         | 10,01    |         | RN      | 60,31   |         | HOR     | 39,69   |

## Démographie
L'évolution du nombre d'habitants est connue à travers les recensements de la population effectués dans la commune depuis 1793. Pour les communes de moins de 10 000 habitants, une enquête de recensement portant sur toute la population est réalisée tous les cinq ans, les populations de référence des années intermédiaires étant quant à elles estimées par interpolation ou extrapolation. Pour la commune, le premier recensement exhaustif entrant dans le cadre du nouveau dispositif a été réalisé en 2007.
En 2022, la commune comptait 1 910 habitants, en évolution de +4,83 % par rapport à 2016 (Ain : +5,15 %, France hors Mayotte : +2,11 %).
| 1793  | 1800 | 1806  | 1821  | 1831  | 1836  | 1841  | 1846  | 1851  |
| ----- | ---- | ----- | ----- | ----- | ----- | ----- | ----- | ----- |
| 1 262 | 925  | 1 166 | 1 422 | 1 536 | 1 580 | 1 620 | 1 585 | 1 662 |

| 1856  | 1861  | 1866  | 1872  | 1876  | 1881  | 1886  | 1891  | 1896  |
| ----- | ----- | ----- | ----- | ----- | ----- | ----- | ----- | ----- |
| 1 609 | 1 702 | 1 818 | 1 787 | 1 669 | 1 678 | 1 650 | 1 632 | 1 535 |

| 1901  | 1906  | 1911  | 1921  | 1926  | 1931  | 1936  | 1946  | 1954  |
| ----- | ----- | ----- | ----- | ----- | ----- | ----- | ----- | ----- |
| 1 483 | 1 582 | 1 612 | 1 514 | 1 429 | 1 348 | 1 318 | 1 186 | 1 127 |

| 1962  | 1968  | 1975  | 1982  | 1990  | 1999  | 2006  | 2007  | 2012  |
| ----- | ----- | ----- | ----- | ----- | ----- | ----- | ----- | ----- |
| 1 105 | 1 140 | 1 151 | 1 233 | 1 471 | 1 537 | 1 822 | 1 864 | 1 817 |

| 2017  | 2022  | - | - | - | - | - | - | - |
| ----- | ----- | - | - | - | - | - | - | - |
| 1 799 | 1 910 | - | - | - | - | - | - | - |

## Culture locale et patrimoine

### Héraldique
| Blason de Saint-Trivier-sur-Moignans | Blason  | D'or à la bande crénelée de gueules accompagnée, en chef, d'un tourteau du même chargé d'une couronne comtale du champ et, en pointe, de trois tourteaux aussi de gueules ordonnés en orle. |
| Blason de Saint-Trivier-sur-Moignans | Détails | |

### Lieux et monuments

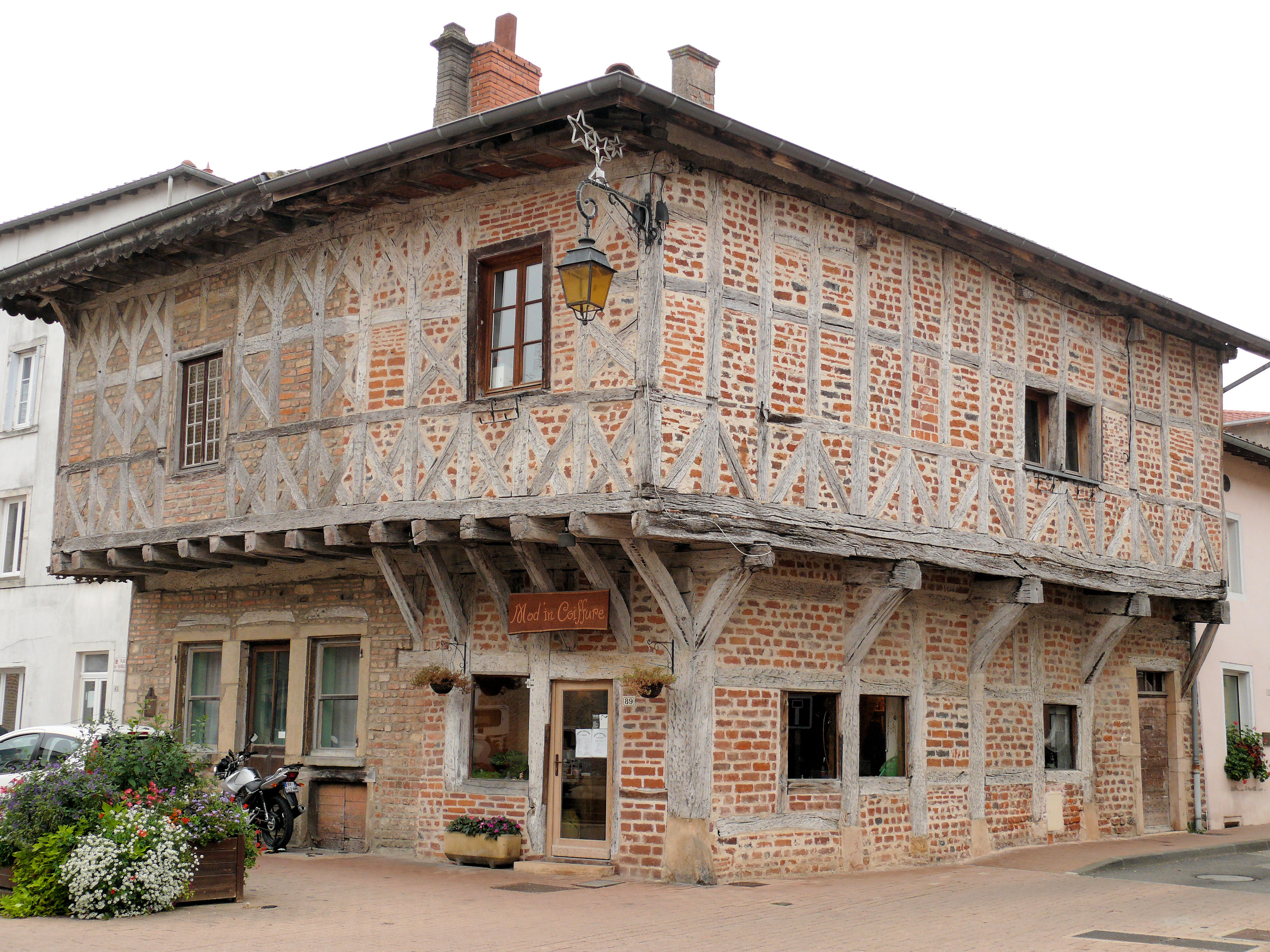
Maison à colombages du XVe siècle, située derrière la mairie.

- Remparts de Saint-Trivier-sur-Moignans, propriété communale depuis 2005[27],[28].
- Maison à colombages du XVe siècle, derrière la mairie.
- Puits, à côté de la maison à colombages.
- Église Saint-Trivier-et-Saint-Denis de Saint-Trivier-sur-Moignans.
- Église Saint-Martin de Montagneux, citée dès 944 dans la donation qu'en fait dame Gisèle et son fils Hugues à l’abbaye de Cluny pour le repos de leur époux et père, Bermon, seigneur de Bouligneux. L'église actuelle ne remonte pas à cette époque. Elle date probablement du XVe ou XVIe siècle. Les textes nous apprennent qu'elle était ruinée en 1614.
- Vestiges de la poype de Béreins ou de Mons ou d'Armand, citée en 1446[29].
- Reste d'un château, rempart en briques, fondé par les Chabeu au XIIIe siècle ? reconstruit à la fin du XIVe ou au XVe siècle[30].

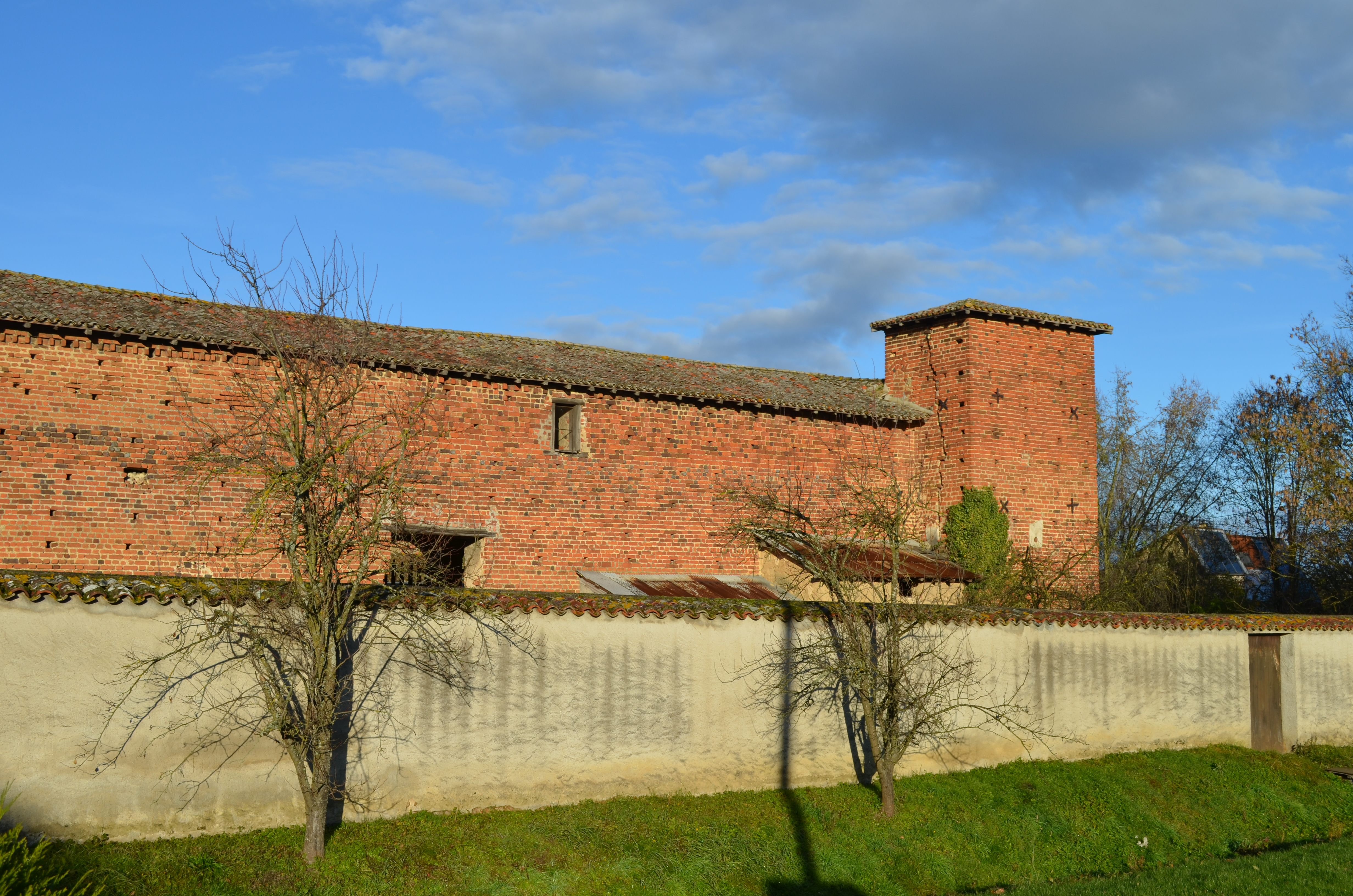
Remparts de Saint-Trivier-sur-Moignans.
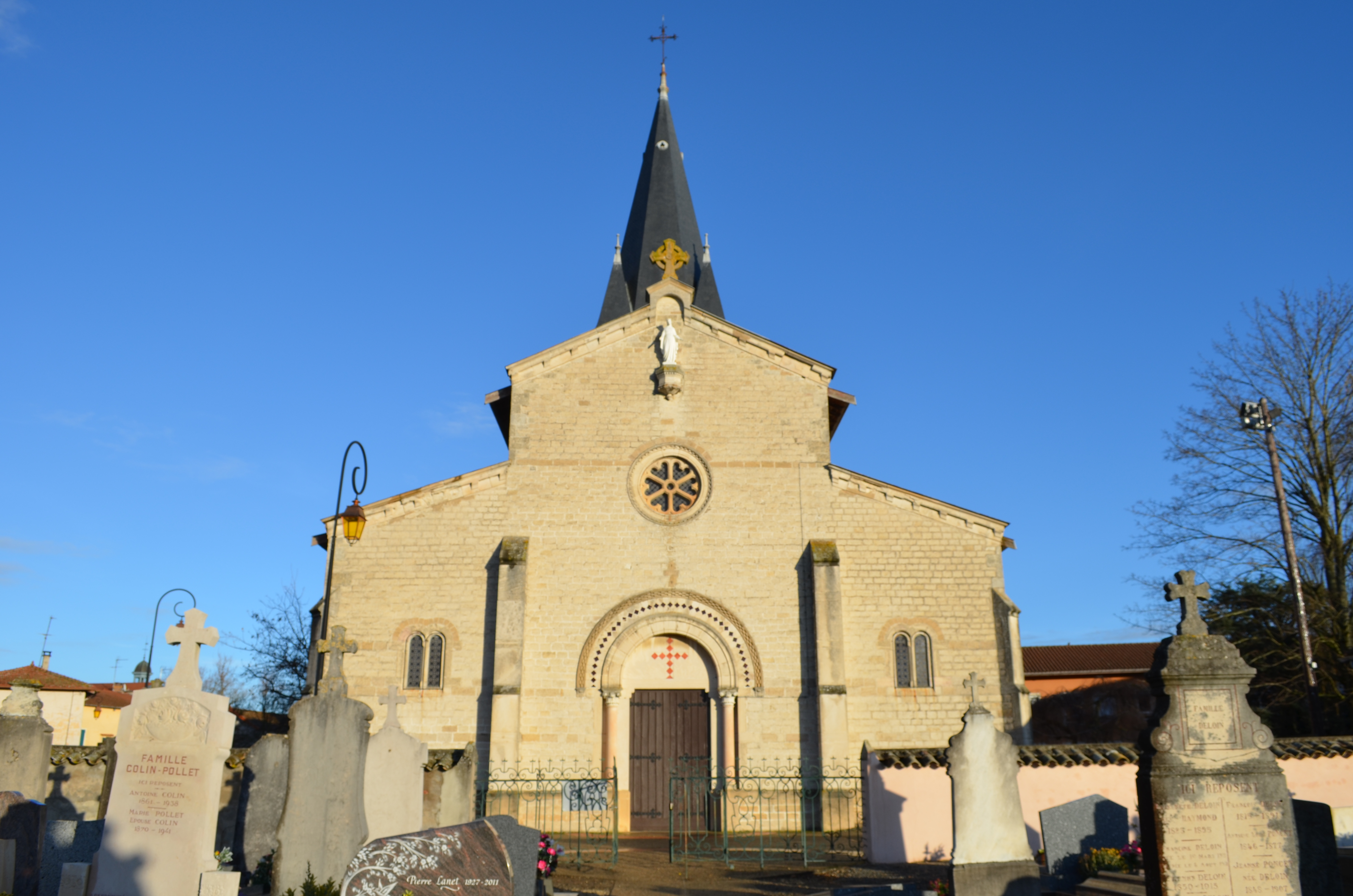
Église Saint-Trivier-et-Saint-Denis de Saint-Trivier-sur-Moignans.
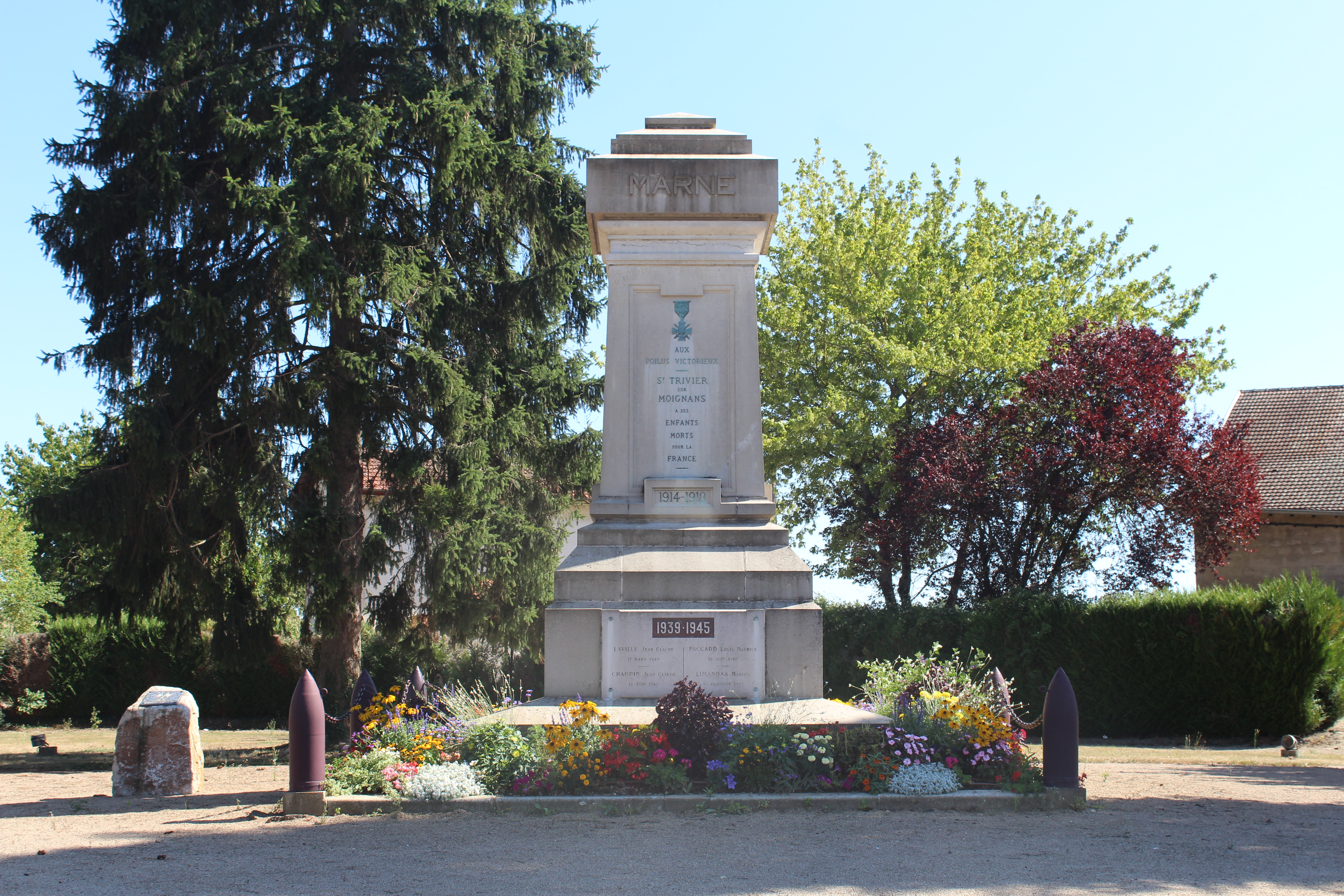
Monument aux morts de la commune.

### Espaces verts et fleurissement

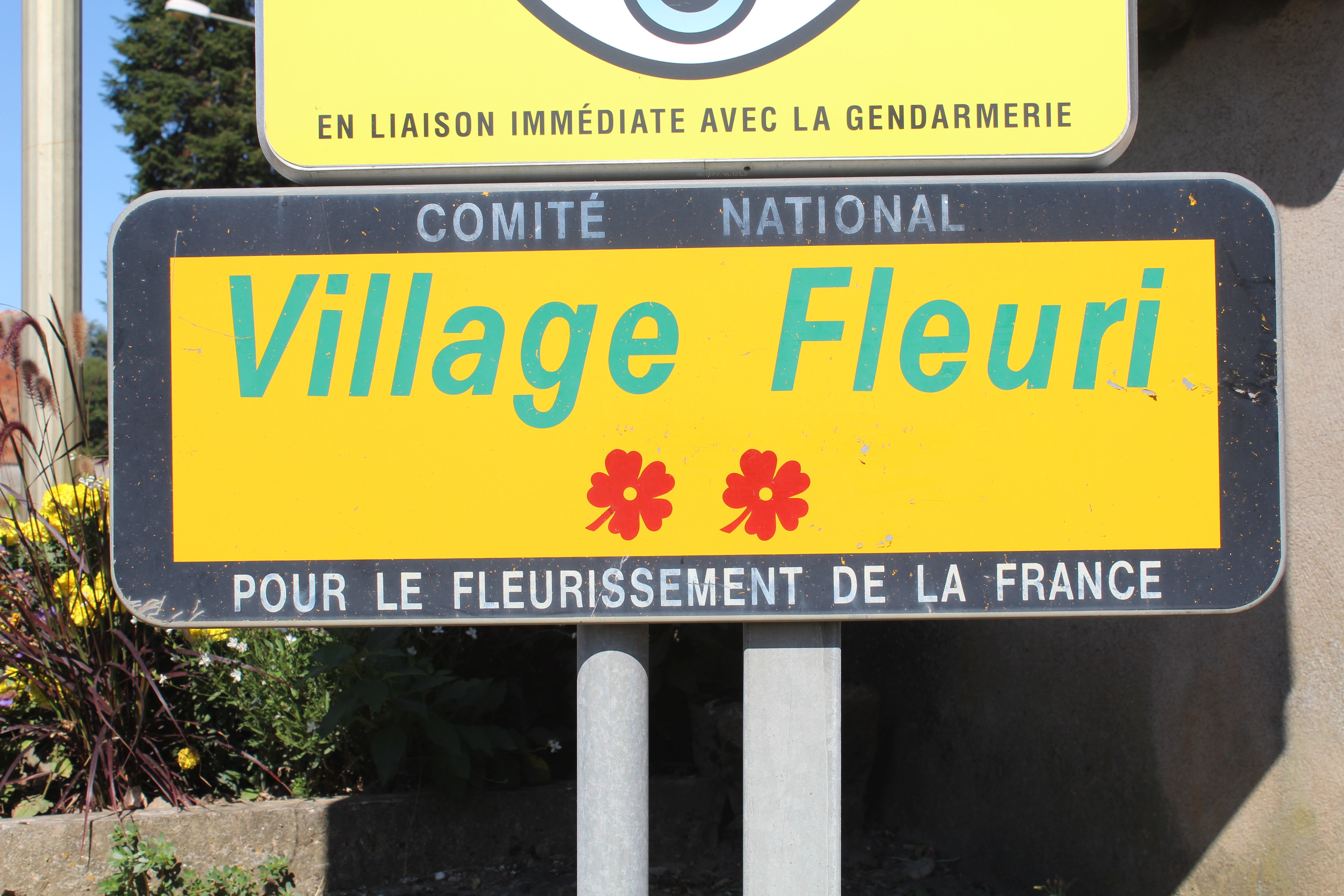
Panneau Village fleuri.

En 2014, la commune de Saint-Trivier-sur-Moignans bénéficie du label « ville fleurie » avec « deux fleurs » attribuées par le Conseil national des villes et villages fleuris de France au concours des villes et villages fleuris.

### Personnalités liées à la commune
- Jean-François de Montillet de Grenaud (1702-1776), prêtre desservant la paroisse de Saint-Trivier-sur-Moignans entre 1724 et 1734, évêque d'Oloron en 1735, archevêque d'Auch de 1742 à 1776.
- Antonin Poncet est né dans la commune, le 28 mars 1849, son père y exerçait la profession de notaire. Chirurgien des Hôpitaux de Lyon, il a occupé le poste prestigieux de chirurgien-major de l’Hôtel-Dieu de Lyon ; il fut l’un des promoteurs, en France, de l’antisepsie puis de l’asepsie.
- Louis Delort, chanteur français, a grandi à Saint-Trivier-sur-Moignans. Il a notamment participé à l'émission de télévision The Voice en 2012[32]. Il tient depuis un des deux rôles principaux de la comédie musicale 1789 : Les Amants de la Bastille.